# واردان آیوازیان
واردان سورنی آیوازیان (ارمنی: Վարդան Սուրենի Այվազյան؛ زادهٔ ۷ نوامبر ۱۹۶۱) سیاست‌مدار اهل ارمنستان است. وی نماینده دوره‌های اول، دوم، چهارم و پنجم مجلس ملی جمهوری ارمنستان بوده است. وی از ۲۰۰۱ تا اکتبر ۲۰۰۷ در کابینه روبرت کوچاریان به عنوان وزیر بوم‌شناسی خدمت نمود.

## جوایز
وی برندهٔ جوایزی همچون نشان آنانیا شیراکاتسی (۲۰۰۶) و مدال مخیتار گش (۲۰۱۱) شده است.